# Journal of Business and Psychology
Le Journal of Business and Psychology est une revue académique à comité de lecture sur les sciences organisationnelles. Il publie des articles issus de la psychologie du travail et des organisations, du comportement organisationnel, de la gestion des ressources humaines. Il a été fondé en 1986 et est publié trimestriellement par Springer Science+Business Media. Son rédacteur en chef est Steven Rogelberg (université de Caroline du Nord à Charlotte).